# Arica pelopsana
Arica pelopsana är en fjärilsart som beskrevs av Walker 1863. Arica pelopsana ingår i släktet Arica och familjen mott. Inga underarter finns listade i Catalogue of Life.